# Lavigeria
Lavigeria es un género monotípico de plantas  perteneciente a la familia Icacinaceae. Su única especie: Lavigeria macrocarpa  (Oliv.) Pierre, es originaria del centro de África.

## Descripción
Son amplias lianas que alcanzan los 24 m de largo, caulíferas, con un tubérculo subterráneo grande, los tallos ± tetrangular, con 4 cm de diámetro, las ramas y hojas un poco amarillo a pubescentes oxidadas; las hojas son alternas, elípticas.

## Distribución y hábitat
Se encuentra en los bosques de galería a una altitud de 1-1200 metros en Bioko / Fernando Poo.

## Sinonimia
- Icacina macrocarpa Oliv. (1868) basónimo
- Lavigeria salutaris Pierre